# Короткоголова жаба жовта
Короткоголова жаба жовта (Brachycephalus ephippium) — вид земноводних з роду короткоголова жаба родини короткоголових.

## Опис
Загальна довжина тіла сягає 1,25—1,97 см. Спостерігається статевий диморфізм: самиці трохи більші за самців. Голова коротка. Відсутні зуби на верхній щелепи та міжщелепній кістці. На спині під шкірою розташована кістяна пластина, що зрослася з остистими відростками хребців. Шкіра гладенька. Задні лапи менш розвинені, ніж передні. Передні кінцівки мають 2 пальці, задні — 3. Забарвлення однотонне — яскраво-жовте або помаранчеве, райдужно чорне.

## Спосіб життя
Полюбляє тропічні ліси, найчастіше зустрічається серед опалого листя. Зустрічається на висоті від 750 до 1200 м над рівнем моря. Активна вдень. Живиться попелицями, кліщами та комарами. У посушливий період ховається у глибоких шарах листя.
Парування та розмноження відбувається під час сезону дощів. Самець захоплює самицю спочатку паховим, а потім пахвовим амплексусом й здійснює запліднення. Самиця відкладає яйця у листя або гнилу деревину. Інкубаційний період відбувається у яйці, через 2 місяці з'являється мале жабеня (лише з рудиментарним хвостом, який з часом зникає).

## Розповсюдежння
Короткоголові жовті жаби мешкають у прибережних штатах південно-східної Бразилії.